# Capelli New York
Capelli New York ist eine US-amerikanische Modemarke sowie Bekleidungsunternehmen. Vertrieben werden Modeaccessoires, Schuhwaren, Wohnaccessoires, Schmuck, Haaraccessoires, Strumpfwaren und Geschenkartikel.
Der Hauptsitz der Unternehmensgruppe Capelli New York liegt in New York City, der europäische Hauptsitz, der unter dem Namen Capelli Europe GmbH firmiert, befindet sich in Ratingen, Deutschland.

## Unternehmen
Das Unternehmen wurde 1990 in New York City gegründet. Zunächst wurden hauptsächlich Haaraccessoires unter Fremdlabels vertrieben, daher der Name Capelli, was auf Italienisch Haare bedeutet. Mit der Erweiterung der Produktpalette um alle möglichen Modeaccessoires im weitesten Sinne begann auch der Aufbau der Marke Capelli New York, zunächst vor allem in Fachabteilungen vieler großer Einzelhändler in den USA. Der Aufbau eigener Vertriebskanäle erfolgt mittlerweile in den USA durch eigene Läden mit Konzentration auf die Bundesstaaten New York und New Jersey. Im Juni 2011 wurde auf der renommierten 5th Avenue der erste Flagship-Store eröffnet.
In Deutschland lässt die Capelli Europe GmbH im Auftrag einen Onlineshop betreiben sowie den bislang einzigen Laden in Europa in der Galeria Kaufhof am Stachus in München.
Mit der Marke Capelli Sport ist man Ausrüster des Drittligisten MSV Duisburg, von dem Capelli 40,1 Prozent der Anteile an der Profiabteilung hält. Zudem ist Capelli Sport Ausrüster des griechischen Erstligisten AEK Athen, der deutschen Drittligisten KFC Uerdingen 05, SV Waldhof Mannheim, SV Wehen Wiesbaden, Türkgücü München sowie der Regionalligisten FSV Frankfurt, SC Fortuna Köln, FC Viktoria 1889 Berlin und des SV Straelen. Zudem wird Capelli Sport ab dem 1. Juli 2021 neuer Ausrüster vom ehemaligen Bundesligisten Alemannia Aachen.

## Modemarke
Capelli New York konzentriert sich auf modische Accessoires, bzw. alles was das eigentliche Outfit ergänzt. Hauptsächliche Zielgruppen sind Frauen, daneben wird eine kleinere Linie an Herren- und Kinderartikeln geführt. Die einzelnen Bereiche teilen sich in:
- Textilaccessoires – Schals & Tücher, Handschuhe, Mützen, Hüte, Taschen
- Schuhe – Sandalen, Flip Flops, Ballerinas, Hausschuhe, Gummistiefel, Stiefel, Stiefeletten
- Modeschmuck – Ketten, Armbänder, Ohrringe
- Haaraccessoires – Haarspangen, Haarreifen, Haarklammern, Haargummis
- Strumpfwaren – Leggings, Strumpfhosen, Kniestrümpfe, Stulpen, Socken, Füßlinge, Haussocken
- Lounge Wear – Pyjamas, Morgenmäntel, Ärmeldecke
- Home Accessories – Decken, Kissen und Wohnaccessoires
- Sonstige Accessoires – Schirme, Armbanduhren, Sonnenbrillen, Sportbrillen

## Lizenzen
Seit 2011 hält die Capelli Europe GmbH die europaweite Lizenz für Timmy Time, in Deutschland als Timmy das Schäfchen bekannt, für Kinderaccessoires und -schuhe.